# كاف الطير
كاف الطير من أكبر أحياء مدينة شلالة العذاورة، وأقدمها يسمى حي الأمير عبد القادر، وهو من أقدم الأحياء في ولاية المدية في الجزائر. يعتبر رمز شلالة العذاورة، وهو امتداد لسلسلة الكاف الأخضر التي تمتد من أطراف مدينة شلالة العذاورة الشمالية الغربية في اتجاه البرواقية، وقد كان حصنا منيعا أثناء ثورة التحرير الكبرى والثورات التي سبقتها.